# Bullimus carletoni
Bullimus carletoni és una espècie de mamífer rosegador de la família dels múrids. És endèmica del sud de l'illa de Luzon (Filipines). Es tracta d'un animal majoritàriament nocturn. El seu hàbitat natural són els boscos parcialment pertorbats de sòl calcari o ofiolític. Fou anomenada en honor del zoòleg estatunidenc Michael Dean Carleton. Com que fou descoberta fa poc, l'estat de conservació d'aquesta espècie encara no ha estat avaluat formalment.